# Świat Zofii
Świat Zofii (norw. Sofies verden) – powieść norweskiego pisarza Josteina Gaardera z 1991 roku,  napisana w języku norweskim. Przekład polski ukazał się w 1995 roku. Książka stanowi pewnego rodzaju wprowadzenie do filozofii. Stała się ona światowym bestsellerem, została przetłumaczona na 53 języki i sprzedana w 26 mln egzemplarzy. W 1999 roku książka doczekała się ekranizacji.

## Fabuła
Główną bohaterką jest Zofia Amundsen. Jest czternastoletnią dziewczynką, mieszkającą w Norwegii. Jej najbliższą przyjaciółką jest Jorunn.
Zofia prowadzi zwyczajne życie aż do momentu, gdy niespodziewanie zaczyna otrzymywać listy zagłębiające ją w tajniki historii filozofii. Poza tym w tajemniczy sposób dostarczane są jej kartki z życzeniami urodzinowymi i listy adresowane do niejakiej Hildy (zarówno Zofia, jak i Hilda obchodzą urodziny tego samego dnia).
Po kilku korespondencyjnych lekcjach filozofii dziewczyna osobiście poznaje swojego nauczyciela – Alberto Knoxa, który w bardzo oryginalny sposób wprowadza ją w coraz bardziej zaawansowaną filozofię, oddając przy tym ducha epoki i obrazując sposób rozumowania poszczególnych myślicieli.
Zofię intryguje, jakim sposobem otrzymuje wiadomości przeznaczone dla Hildy. Rozwiązanie następuje, gdy Hilda dostaje od ojca na urodziny książkę, w której Zofia i Alberto Knox są bohaterami opowieści napisanej przez ojca Hildy specjalnie na tę okazję. Następnie Hilda czyta, jak Alberto wraz z Zofią odkrywają, iż są postaciami książki.